# Er-Ruweihi
Er-Ruweihi, auch als Ar-Ruwayhah und Khirbat er-Ruweihi bekannt, ist eine bedeutende nabatäische und römisch-byzantinische Befestigung am Zusammenfluss des Wadi el-Hasa und des Wadi er-Ruweihi. Die Fundstätte liegt im Zwickel der beiden Wadi. Das nordöstlich, unterhalb von Er-Ruweihi von Südosten nach Nordwesten fließende Wadi el-Hasa trifft nach rund 0,50 Kilometern auf das von Südosten kommende Wadi er-Ruweihi. Rund sechs Kilometer südöstlich liegt beiderseits des Wadi el-Hasa an der Hedschasbahn die Stadt Al Hasa. Er-Ruweihi selbst befindet sich am südlichen Rand des Gouvernements al-Karak, in Jordanien.

## Lage
Der größte Teil der Fundstätte liegt an dem nach Südwesten ausgerichteten Hang eines Hügels und ist von Norden und Osten aus nicht einsehbar. Die bedeutende Via Nova Traiana befindet sich rund 15 Kilometer in östlicher Richtung. Der Standort der Anlage war hervorragend dafür geeignet, den Fernverkehr der Karawanen zu überwachen, der von Osten und Süden über das Wadi el-Hasa führte.

## Forschungsgeschichte
In den Jahren 1934 und 1935 berichtete der Biblische Archäologe Nelson Glueck (1900–1971) von der Fundstelle. Er besuchte den Ort am 21. Mai 1933 im Rahmen mehrjähriger von ihm geleiteter Expeditionen der American School of Oriental Research in Jerusalem. Die Wissenschaftler fanden große Mengen an nabatäischer Keramik innerhalb der Fundstelle und entlang des Abhangs, der vom Wadi hinaufführt. Die bisher umfangreichsten Untersuchungen in Er-Ruweihi fanden jedoch 1982 während der Wadi el Hasa Archaeological Survey (WHS – „Archäologische Untersuchungen im Wadi el-Hasa“) statt, die in Zusammenarbeit mit dem jordanischen Antikendienst und einer fachübergreifenden Mannschaft aus Wissenschaftlern von 1979 bis 1983 unter der Leitung des kanadischen Biblischen Archäologen Burton MacDonald vielfach Pionierarbeit an den unterschiedlichsten Fundstätten leistete.

## Baugeschichte
Die heute sichtbaren Baureste von Er-Ruweihi stammen weitgehend aus der nabatäischen Gründungsphase. Die Gesamtanlage besteht aus zwei deutlich erkennbaren, baulich getrennten Komplexen mit unregelmäßigem, jedoch annähernd rechteckigem Grundriss. Neben einer ummauerten militärischen Befestigung im nördlichen Teil gab es eine weitere, darunterliegende Sektion, die gleichfalls umwehrt war. Dieser möglicherweise zivil bewohnte Schwerpunkt der Ansiedlung befand sich unmittelbar südlich der Fortifikation auf der Südwestseite des Hanges. Das Areal mit der Fortifikation umfasst rund 30 Meter und wird durch eine Umfassungsmauer von der unteren Sektion getrennt. Der Zugang zu der Befestigung erfolgte durch ein rund vier Meter breites Tor. An der nördlichen Umfassungsmauer konnte ein etwas kleineres Tor, möglicherweise mit flankierenden Tortürmen, dokumentiert werden. Der untere Teilbereich der Fundstätte misst in seiner größten nordsüdlichen Ausdehnung rund 60,00 Meter und rund 82,00 Meter von Osten nach Westen. Auch dieses Gebiet war von einer Wehrmauer umfriedet, durch die im Süden ein rund 6,15 Meter breites Tor führte, das von zwei flankierenden, vor die Umfassungsmauer gesetzten Tortürmen gesichtet wurde. Diese Tortürme waren von Norden nach Süden rund 6,00 Meter breit und von Osten nach Westen rund 5,30 Meter lang. An der Ostseite der unteren Sektion könnten eventuell Raumfluchten bestanden haben. Die Stärke der Umfassungsmauer, die sowohl die Fortifikation als auch den möglicherweise zivilen Abschnitt der Anlage umfriedete, betrug – gemessen auf der heute erhaltenen Wallkrone – 1,30 bis 2,00 Meter. Sowohl auf halber Höhe des Hügels in Richtung des Wadis hatte Glueck während seines Aufenthalts einen verfallenen Turm festgestellt, als auch auf dem Gipfel des Hügels. Die dort vorgefundene Turmruine war Teil der Verteidigungsanlagen der militärischen Befestigung. Wie MacDonald 1982 dokumentierte, stand der Turm auf dem Gipfel offenbar auf einer großen steinernen Plattform und ermöglichte den Beobachtungsposten eine insgesamt hervorragenden Fernsicht.

## Zeitliche Zuordnung
Nach Auswertung des keramischen Fundmaterials suchten Menschen bereits während der Eisenzeit vom 9. bis 7. Jahrhundert v. Chr. diesen Ort immer wieder auf. Die vorherrschende Keramik, die in Er-Ruweihi dokumentiert wurde, war jedoch nabatäischen Ursprungs, wobei sich allerdings mit dem gesamten aufgelesenen Keramikspektrum eine kontinuierliche Nutzung von der nabatäisch-frührömischen bis in die spätbyzantinische Phase, also vom 1. bis zum frühen 7. Jahrhundert n. Chr. bezeugen lässt. Nach den dann erfolgten Eroberungszügen der Muslime kann in der Folge noch eine zumindest vorübergehende Besetzung des Ortes während der islamische Ära nachgewiesen werden.

## Römischer Wachturm (WHNBS, Feld-Fundnr. 075)
Während der von 1992 bis 1993 dauernden Wadi Hasa North Bank Survey (WHNBS), die unter der Leitung des amerikanischen Prähistorikers Geoffrey A. Clark stattfand, wurde die nördliche Seite des Wadis el-Hasa untersucht. Auf einem Geländesporn in 850 Metern Seehöhe wurde am 4. März 1993 über dem Ufer gegenüber von Er-Ruweihi ein Wachturm untersucht. Dieser Turm war nach Ausweis der Keramikfunde in römischer Zeit errichtet worden und fand offenbar bis in die byzantinische Ära Verwendung. Damit war nicht nur eine lückenlose Überwachung des Wadis gewährleistet, sondern es konnte auch das nördliche Grenzgebiet, noch weiter als dies von Er-Ruweihi aus möglich war, eingesehen werden. Da zwischen beiden Stätten Sichtkontakt bestand, war es im Zweifelsfall möglich, Nachrichten auszutauschen. Clark schreibt über den Fundort, es sei noch die rund 3 × 3 Meter große Basis eines turmartigen Bauwerks sichtbar. Die umliegenden Trümmer reichten jedoch nicht mehr, um ein hohes Bauwerk zu bilden.

## Spätantiker vorderer Limesverlauf zwischen Er-Ruweihi und Jurf ed-Darawish
| Name/Ort                                                         | Beschreibung/Zustand |
| ---------------------------------------------------------------- | --- |
| Er-Ruweihi                                                       | siehe oben |
| Rujm al-Hajj/Rujm al-Haj                                         | Der auf rund 936 Höhenmetern gelegene Fundort wurde während der von 1999 bis 2001 durchgeführten Tafila-Busayra Archaeological Survey des Archäologen Burton MacDonald untersucht. MacDonald listete die Baureste in seinen Auswertungen von 2001 als Wachturm und fand bei einer Feldbegehung neben vorgeschichtlicher Keramik auch byzantinische Scherben. In einer Veröffentlichung von 2015 schränkte MacDonald die Annahme, der Fundort Rujm al-Haj sei ein Wachturm gewesen etwas ein, indem er nun von einer vermutlichen Turmstelle sprach. Leider veröffentlichte er keine nähere Beschreibung dieses Platzes oder der Funde. |
| Wachturm, Tafila-Busayra Archaeological Survey, Feld-Fundnr. 248 | Nur rund 580 Meter südöstlich des Rujm al-Hajj sammelten MacDonald und seine Mannschaft an einer auf 917 Höhenmetern gelegenen Fundstelle, die er ebenfalls als Wachturm deklarierte, Keramik der Eisenzeit II (ca. 900–539 v. Chr.) sowie römisch-byzantinische Scherben. Leider veröffentlichte er keine nähere Beschreibung dieses Platzes oder der Funde. |
| Jurf ed-Darawish                                                 | → Hauptartikel : Jurf ed-Darawish [ 12 ] |